# خوسه بوستامانته (بازیکن فوتبال، زاده ۱۹۲۱)
خوسه بوستامانته (اسپانیایی: José Bustamante‎؛ زادهٔ ۵ مارس ۱۹۲۱ یا ۱۹۲۲) بازیکن فوتبال اهل بولیوی بود.
وی همچنین در تیم ملی فوتبال بولیوی بازی کرده‌است.